# Adaguru, Krishnarajanagara
Adaguru là một làng thuộc tehsil Krishnarajanagara, huyện Mysore, bang Karnataka, Ấn Độ.